# Booty Bounce
Booty Bounce is een nummer van de Duitse dj Tujamo uit 2015, die in later werd geremixt met vocalen van de Britse zanger Taio Cruz.
Het nummer haalde in Duitsland de 83e positie. In Nederland was het nummer op Radio 538 de eerste Dancesmash van 2016. Het nummer haalde in Nederland de 1e positie in de Tipparade. In Vlaanderen haalde het nummer de 51e positie in de Tipparade.